# Montmelas-Saint-Sorlin
Montmelas-Saint-Sorlin és un municipi francès situat al departament del Roine i a la regió d'Alvèrnia-Roine-Alps. L'any 2007 tenia 356 habitants.

## Demografia

### Població
El 2007 la població de fet de Montmelas-Saint-Sorlin era de 356 persones. Hi havia 128 famílies de les quals 44 eren unipersonals (8 homes vivint sols i 36 dones vivint soles), 40 parelles sense fills i 44 parelles amb fills.
La població ha evolucionat segons el següent gràfic:
Habitants censats

### Habitatges
El 2007 hi havia 148 habitatges, 129 eren l'habitatge principal de la família, 10 eren segones residències i 9 estaven desocupats. 131 eren cases i 17 eren apartaments. Dels 129 habitatges principals, 71 estaven ocupats pels seus propietaris, 57 estaven llogats i ocupats pels llogaters i 1 estava cedit a títol gratuït; 3 tenien una cambra, 5 en tenien dues, 22 en tenien tres, 26 en tenien quatre i 73 en tenien cinc o més. 108 habitatges disposaven pel capbaix d'una plaça de pàrquing. A 59 habitatges hi havia un automòbil i a 64 n'hi havia dos o més.

### Piràmide de població
La piràmide de població per edats i sexe el 2009 era:
| Homes | Edats   | Dones |
| ----- | ------- | ----- |
| 0     | 95 o +  | 12    |
| 0     | 90 a 94 | 8     |
| 0     | 85 a 89 | 32    |
| 0     | 80 a 84 | 8     |
| 0     | 75 a 79 | 8     |
| 4     | 70 a 74 | 8     |
| 12    | 65 a 69 | 8     |
| 4     | 60 a 64 | 8     |
| 0     | 55 a 59 | 4     |
| 24    | 50 a 54 | 12    |
| 20    | 45 a 49 | 8     |
| 12    | 40 a 44 | 24    |
| 12    | 35 a 39 | 16    |
| 4     | 30 a 34 | 4     |
| 8     | 25 a 29 | 4     |
| 12    | 20 a 24 | 12    |
| 8     | 15 a 19 | 4     |
| 4     | 10 a 14 | 12    |
| 20    | 5 a 9   | 8     |
| 12    | 0 a 4   | 8     |

## Economia
El 2007 la població en edat de treballar era de 194 persones, 155 eren actives i 39 eren inactives. De les 155 persones actives 151 estaven ocupades (79 homes i 72 dones) i 4 estaven aturades (1 home i 3 dones). De les 39 persones inactives 16 estaven jubilades, 14 estaven estudiant i 9 estaven classificades com a «altres inactius».

### Ingressos
El 2009 a Montmelas-Saint-Sorlin hi havia 127 unitats fiscals que integraven 311,5 persones, la mediana anual d'ingressos fiscals per persona era de 20.767 €.

### Activitats econòmiques
Dels 13 establiments que hi havia el 2007, 1 era d'una empresa de fabricació d'altres productes industrials, 1 d'una empresa de construcció, 5 d'empreses de comerç i reparació d'automòbils, 1 d'una empresa de transport, 2 d'empreses d'hostatgeria i restauració, 1 d'una empresa immobiliària, 1 d'una empresa de serveis i 1 d'una entitat de l'administració pública.
Dels 3 establiments de servei als particulars que hi havia el 2009, 1 era un taller de reparació d'automòbils i de material agrícola, 1 lampisteria i 1 restaurant.
L'únic establiment comercial que hi havia el 2009 era una botiga de material esportiu.
L'any 2000 a Montmelas-Saint-Sorlin hi havia 21 explotacions agrícoles que ocupaven un total de 234 hectàrees.

## Equipaments sanitaris i escolars
El 2009 hi havia una escola elemental.

## Poblacions més properes
El següent diagrama mostra les poblacions més properes.